# 豁儿豁孙
豁儿豁孙（蒙古语：Iduqadai）是13世纪初蒙古帝国的千户长之一，汉文史料《元朝秘史》《新元史》记作豁儿豁孙、《元史》记作火鲁和孙。
豁儿豁孙在1206年蒙古帝国建国时，被成吉思汗任命为95名千户长之一，《元朝秘史》功臣表中位列第19位。成吉思汗曾赐予幼弟铁木哥斡赤斤乞里克讷部的二个千户、别速惕部的一个千户，以及札只剌惕部等组成的三个千户，但豁儿豁孙的千户隶属于其中哪一部，尚不明确。
成吉思汗将九十五个千户中的五个、包括一万属民分封给母弟铁木哥斡赤斤时，豁儿豁孙的千户亦在其列，豁儿豁孙与篾儿乞部的曲出、别速惕部的阔阔出、札只剌惕部的冢率四人为斡赤斤家族的辅政官。
铁木哥斡赤斤死后，其长子只不干早逝，长孙塔察儿本应继承斡赤斤兀鲁思。然而，塔察儿的庶兄脱迭以其年幼为由，企图废黜塔察儿并自立。此时，身为斡赤斤家族王傅的豁儿豁孙与畏兀儿人撒吉思，向当时手握实权的皇后乃马真氏脱列哥那直诉此事。最终，塔察儿获赐皇太弟宝，正式继承斡赤斤兀鲁思。
因拥立有功，火鲁和孙与撒吉思在斡赤斤兀鲁思内权势日重。此后，汗国以哈拉温山（“黑山”，今大兴安岭）为界分为南北两部：北部由火鲁和孙管辖，南部由撒吉思治理。北部的呼伦贝尔草原是斡赤斤汗国的最初封地，也是肥沃的游牧区，由蒙古本土出身的火鲁和孙管理，是出于对其游牧治理能力的信任。